# Olivella acteocina
Olivella acteocina är en snäckart. Olivella acteocina ingår i släktet Olivella och familjen Olividae. Inga underarter finns listade i Catalogue of Life.